# 리야드한국학교
리야드한국학교는 사우디아라비아 리야드에 있는 한국학교이다.

## 연혁
- 1979년 4월 24일 : 개교

## 참고 자료
- 한국학교 정보(리야드한국학교)